# Kiriłł Kondraszyn
Kiriłł Pietrowicz Kondraszyn, ros. Кирилл Петрович Кондрашин (ur. 21 lutego?/6 marca 1914 w Moskwie, zm. 8 marca 1981 w Amsterdamie) – rosyjski dyrygent, Ludowy Artysta ZSRR (1972).
Pochodził z rodziny o tradycjach muzycznych. Studiował w latach 1932–1936 w Moskiewskim Konserwatorium im. Czajkowskiego dyrygenturę w klasie Borisa Chajkina. Jeszcze jako student został asystentem dyrygenta Moskiewskiego Akademickiego Teatru Artystycznego. W latach 1938–1943 był pierwszym dyrygentem Teatru Małego w Leningradzie. W czasie oblężenia Leningradu został ewakuowany do Kujbyszewa.
W roku 1943 został zatrudniony w moskiewskim Teatrze Wielkim, będącym na ewakuacji w Kujbyszewie, gdzie mógł doskonalić umiejętności u boku dyrygentów Samuiła Samosuda, Ariego Pazowskiego i Nikołaja Gołowanowa.
W 1956 roku odszedł z Teatru Wielkiego i rozpoczął samodzielną działalność, dyrygując wieloma orkiestrami symfonicznymi w kraju i za granicą. Dyrygował prawykonaniami utworów swojego przyjaciela Dmitrija Szostakowicza. W latach 1960–1975 kierował orkiestrą symfoniczną Filharmonii Moskiewskiej. W roku 1979 podczas pobytu w Amsterdamie poprosił o udzielenie mu azylu. Został drugim dyrygentem Koninklijk Concertgebouworkest obok Bernarda Haitinka. W roku 1981 miał objąć kierownictwo Orkiestry Symfonicznej Radia Bawarskiego, ale zmarł nagle przed objęciem stanowiska.

## Nagrody
- Nagroda Stalinowska I stopnia (1948)
- Nagroda Stalinowska II stopnia (1949)
- Nagroda Państwowa RFSRR im. Glinki (1969)
- Tytuł Ludowego Artysty ZSRR (1972)
- Tytuł Ludowego Artysty RFSRR (1965)
- Order Czerwonego Sztandaru Pracy
- Pierwsza nagroda Wszechzwiązkowego Konkursu Dyrygentów (1938)[1]